# بابارخانه
بابارخانه (به لاتین: Babarkhana) یک روستا در بنگلادش است که در استان باریسال و در ناحیه باریسال واقع شده است.